# Störungstheorie (klassische Physik)
Die Störungsrechnung ist ein Teilgebiet der angewandten Mathematik. Sie wird vor allem in der Physik und Himmelsmechanik eingesetzt und befasst sich mit den Auswirkungen kleiner Störungen auf ein System.

## Berechnungsmethodik
Störungsrechnung ist ein auf Reihenentwicklung basierender Lösungsansatz für physikalische Systeme. Ähnlich der Fehlerrechnung, bei der beispielsweise eine Masse als m = (5,0±0,2) kg dargestellt wird, wenn sie nur auf 0,2 kg genau bekannt ist, wird auch bei der Störungsrechnung eine geringfügig veränderliche Größe der Form {\displaystyle x=x_{0}+\varepsilon } eingesetzt, wobei der Störungsparameter {\displaystyle \varepsilon } eine als klein angenommene Störung der Ausgangsdaten darstellt. Im Gegensatz zur Fehlerrechnung ist {\displaystyle \varepsilon } eine Variable. Es wird angenommen, dass die Problemstellung, z. B. ein kontinuumsmechanisches Problem, eine Flugbahn, eine Differentialgleichung, oder ein lineares Gleichungssystem, in bekannter entwickelbarer Form von der Störung abhängt. In der Regel wird eine Darstellung gesucht, so dass die Lösung in holomorpher Form von der Störung abhängt. Nun macht man einen Störungsansatz und stellt die gesuchte Lösung als Reihenentwicklung im Störparameter dar. Man erhält ein analytisches, gestaffeltes Gleichungssystem für die Entwicklungskoeffizienten der Lösung und kann diese dadurch bestimmen.
Zu beachten ist, dass bestimmte Lösungsanteile singulärer Natur im Entwicklungsparameter sein können, und dass mehrdimensionale Lösungsräume sich durch den Störparameter in verschiedene Lösungsäste aufteilen können. Beispiel: So teilen sich in der Elastizität/Akustik Starrkörperverschiebungen bei Betrachtung kleiner Wellenzahlen in Longitudinal- und Transversalwellen auf. In der hierfür notwendigen mathematischen Theorie sind dabei insbesondere relativ kompakte Operatoreigenschaften von Relevanz.
Störungsrechnung setzt eine Lösung in einer Umgebung eines Lösungspunktes in Abhängigkeit eines Störparameters analytisch in beliebiger Ordnung fort. Durch sukzessive Anwendung dieser Fortsetzung erhält man die sogenannte Homotopiemethode, mit der Lösungen über das eigentliche Konvergenzintervall der Entwicklungen hinaus weiterverfolgt werden können.

### Prinzip
Gegeben sei die Differenzialgleichung n-ter Ordnung
{\displaystyle F(t,y,{\dot {y}},{\ddot {y}},\cdots ,y^{(n)},\varepsilon )=0}
mit {\displaystyle 0<\varepsilon \ll 1} als kleinem Parameter.
Zur näherungsweisen Lösung wird folgende Funktionenreihe benutzt:
{\displaystyle y=y_{0}+\varepsilon \cdot y_{1}+\varepsilon ^{2}\cdot y_{2}+\cdots +\varepsilon ^{n}\cdot y_{n}}
Einsetzen in die Differenzialgleichung und Koeffizientenvergleich bezüglich ε ergibt ein System von Differenzialgleichungen für die Funktionen {\displaystyle y_{i}}. Für das ungestörte System mit ε = 0 ist {\displaystyle y=y_{0}} die Lösung. Wenn das ungestörte System analytisch lösbar ist, kann oft auch mindestens die erste Näherung der Störung analytisch gelöst werden.

### Beispiel
Die Differenzialgleichung eines schwingungsfähigen Systems mit Newtonscher Reibung
{\displaystyle {\ddot {x}}+\varepsilon {\dot {x}}^{2}+x=0}
den Anfangsbedingungen
{\displaystyle x(0)=1}
{\displaystyle {\dot {x}}(0)=0}
und dem kleinen Reibungskoeffizienten ε ist durch Störungsrechnung 1. Ordnung näherungsweise analytisch lösbar mit dem Ansatz
{\displaystyle x=x_{0}+\varepsilon x_{1}}
Einsetzen in die Differenzialgleichung und sortieren nach Potenzen von ε, wobei nur Terme erster Ordnung berücksichtigt werden, da ε nach Voraussetzung sehr klein ist, liefert das Differenzialgleichungssystem:
{\displaystyle {\ddot {x}}_{0}+x_{0}=0}
{\displaystyle {\ddot {x}}_{1}+x_{1}=-{\dot {x}}_{0}^{2}}
mit den Anfangsbedingungen
{\displaystyle x_{0}(0)=1}
{\displaystyle {\dot {x}}_{0}(0)=0}
{\displaystyle x_{1}(0)=0}
{\displaystyle {\dot {x}}_{1}(0)=0}.
Die Lösungen unter Berücksichtigung der Anfangsbedingungen sind
{\displaystyle x_{0}(t)=\cos(t)}
{\displaystyle x_{1}(t)=-{\tfrac {1}{3}}(\cos(t)-1)^{2}}
und damit ist die Lösung in 1. Störungsordnung
{\displaystyle x(t)=x_{0}(t)+\varepsilon x_{1}(t)=\cos(t)-{\tfrac {1}{3}}\varepsilon \left(\cos(t)-1\right)^{2}}.
Die Lösung in 2. Störungsordnung erhält man mit dem Ansatz
{\displaystyle x=x_{0}+\varepsilon x_{1}+\varepsilon ^{2}x_{2}}.
Einsetzen in die Differenzialgleichung liefert für {\displaystyle x_{0}} und {\displaystyle x_{1}} dieselben Gleichungen. Für {\displaystyle x_{2}} findet man:
{\displaystyle {\ddot {x}}_{2}+x_{2}=-2{\dot {x}}_{0}{\dot {x}}_{1}={\tfrac {4}{3}}\sin ^{2}(t)(\cos(t)-1)}
Dieses Verfahren lässt sich für beliebig hohe Ordnungen von ε fortsetzen.

### Beispiel eines singulär gestörten Problems
Die Randwertaufgabe
{\displaystyle \varepsilon u''+u'=-1,\quad u(0)=u(1)=0}
besitzt die Lösung
{\displaystyle u(x,\varepsilon )=-x+{\frac {1-e^{-x/\varepsilon }}{1-e^{-1/\varepsilon }}}.}
Mit einer Potenzreihe in {\displaystyle \varepsilon } erhält man keine Approximation der Lösung bei {\displaystyle x=0}. Das Problem ist nicht regulär, sondern singulär gestört. Bei  {\displaystyle x=0} existiert eine Grenzschicht, in der sich die Lösung extrem schnell ändert (s. Singuläre Störungen).

## Entwicklungsgeschichte
Auslöser für Forschungen im Bereich der Störungsrechnung war die Entdeckung in den ersten 1820er Jahren, dass die Umlaufbahn des Planeten Uranus von den vorherigen Berechnungen abweicht. Der französische Mathematiker und Astronom Urbain Le Verrier begann 1844 mittels Störungsrechnung, einen Teil der Umlaufbahn eines gedachten Planeten zu berechnen, um die Abweichungen der Umlaufbahn des Uranus zu erklären. Daraufhin beobachtete der deutsche Astronom Johann Gottfried Galle im Jahre 1846 nur noch eine Abweichung von einem Bogengrad zur berechneten Umlaufbahn. Wenige Tage später konnte er daraufhin eine Bewegung eines neu entdeckten Himmelskörpers feststellen, woraufhin dieser Planet Neptun benannt wurde.
In ähnlicher Weise wurde in den Bahnen von Uranus und Neptun ebenfalls nach Störungen gesucht, um einen weiteren Planeten zu finden. Rechnungen dazu haben die US-amerikanischen Astronomen Percival Lowell und William Henry Pickering Anfang des 20. Jahrhunderts ebenfalls mittels Störungsrechnung durchgeführt. Die Umlaufbahn des Pluto konnte allerdings erst Jahrzehnte später am Lowell-Observatorium in Arizona entdeckt werden. Der damals noch als Planet klassifizierte Pluto wurde dabei jedoch nicht über die erwähnte Störungsrechnung, sondern eher innerhalb einer systematischen Himmelsdurchmusterung entdeckt. Das große Verdienst Percival Lowells bestand im Wesentlichen darin, dass er die finanziellen Mittel für diese systematische Himmelsdurchmusterung zur Verfügung gestellt hat.
Weniger Erfolge hatte die Störungstheorie der Himmelsmechanik auf dem Gebiet der Atomtheorie. Nach der Methode der Wirkungs-Winkelvariablen versuchten Niels Bohr und Arnold Sommerfeld mittels der mechanischen Störungstheorie komplexe Atome zu beschreiben. Erst die Quantenmechanik konnte entsprechende Ergebnisse liefern.